# Eurocash
Eurocash S.A. – spółka akcyjna, do której należą m.in. Eurocash Cash&Carry, Eurocash Serwis oraz marki sklepów takie jak abc, Delikatesy Centrum, Duży Ben, Groszek, Lewiatan, Mila. Największy pakiet akcji (44,04%) przedsiębiorstwa znajduje się w posiadaniu Portugalczyka Luisa Amarala, który w 2003 roku nabył spółkę od swojego byłego pracodawcy – portugalskiego przedsiębiorstwa Jerónimo Martins. Akcje spółki Eurocash notowane są (od lutego 2005) na GPW w Warszawie.

## Historia
Początki przedsiębiorstwa Eurocash sięgają roku 1993, kiedy to powstało na bazie przedsiębiorstwa Elektromis, założonego przez Mariusza Świtalskiego. W 2003 roku Luis Amaral, wraz z grupą ekspertów doświadczonych w branży dystrybucyjnej, poprzez wykup menedżerski (MBO) nabył spółkę od swojego byłego pracodawcy – portugalskiego przedsiębiorstwa Jerónimo Martins. Wcześniej Amaral był zaangażowany w budowę polskiej sieci handlowej Biedronka, zakupionej w 1997 od Elektromisu przez Jeronimo Martins. Portugalska spółka Jeronimo Martins postanowiła sprzedać Eurocash. Bezpośrednim powodem tej decyzji była bardzo złe wyniki finansowe spółki zależnej, jak również słaba kondycja finansowa Jeronimo Martins. W lutym 2005 Eurocash zadebiutował na GPW.
2 sierpnia 2010 przedsiębiorstwo Eurocash S.A. sfinalizowało transakcję zakupu 100% udziałów w największej sieci dystrybucji hurtowej wyrobów spirytusowych w Polsce, należącej uprzednio do Central European Distribution Corporation (CEDC) – spółki notowanej na NASDAQ i GPW, będącej największym producentem wódki na świecie. Wartość transakcji opiewała na 400 mln zł (gotówkowa). Przedmiotem transakcji była sprzedaż następujących czternastu spółek prowadzących działalność dystrybucyjną CEDC w Polsce: Astor sp. z o.o., Dako-Galant Przedsiębiorstwo Handlowo Produkcyjne sp. z o.o., Damianex S.A., Delikates sp. z o.o., Miro sp. z o.o., MTC sp. z o.o., Multi-Ex S.A., Onufry S.A., Panta-Hurt sp. z o.o., Polskie Hurtownie Alkoholi sp. z o.o., Premium Distributors sp. z o.o., Przedsiębiorstwo Dystrybucji Alkoholi „Agis” S.A., Przedsiębiorstwo Handlu Spożywczego sp. z o.o. oraz Saol Dystrybucja sp. z o.o. Po nabyciu przez Eurocash S.A. wyżej wymienionych przedsiębiorstw, nastąpiła konsolidacja działających uprzednio oddzielnie spółek. Z części dystrybucyjnej Grupy CEDC (z czternastu spółek dystrybucyjnych) utworzono jedną zoptymalizowaną jednostkę biznesową Eurocash S.A. – Premium Distributors. Pod koniec 2011 roku Eurocash S.A. zakupił od Emperii spółkę Tradis sp. z o.o.. 17 grudnia 2013 roku obie spółki podpisały plan konsolidacyjny, a od 4 kwietnia 2014 roku Eurocash S.A. połączył się ze spółką Tradis sp. z o.o., która tym samym zmieniła się w Eurocash Dystrybucja.
9 grudnia 2018 roku Eurocash podpisał umowę sprzedaży spółce Centrum Rozliczeń Elektronicznych Polskie ePłatności za 110 mln zł 100% akcji spółki PayUp Polska SA, założonej w 2007 roku i posiadającej 15,5 tys. terminali płatniczych.
1 stycznia 2022 roku prezesem Zarządu Grupy Eurocash został Paweł Surówka.

## Grupa Eurocash

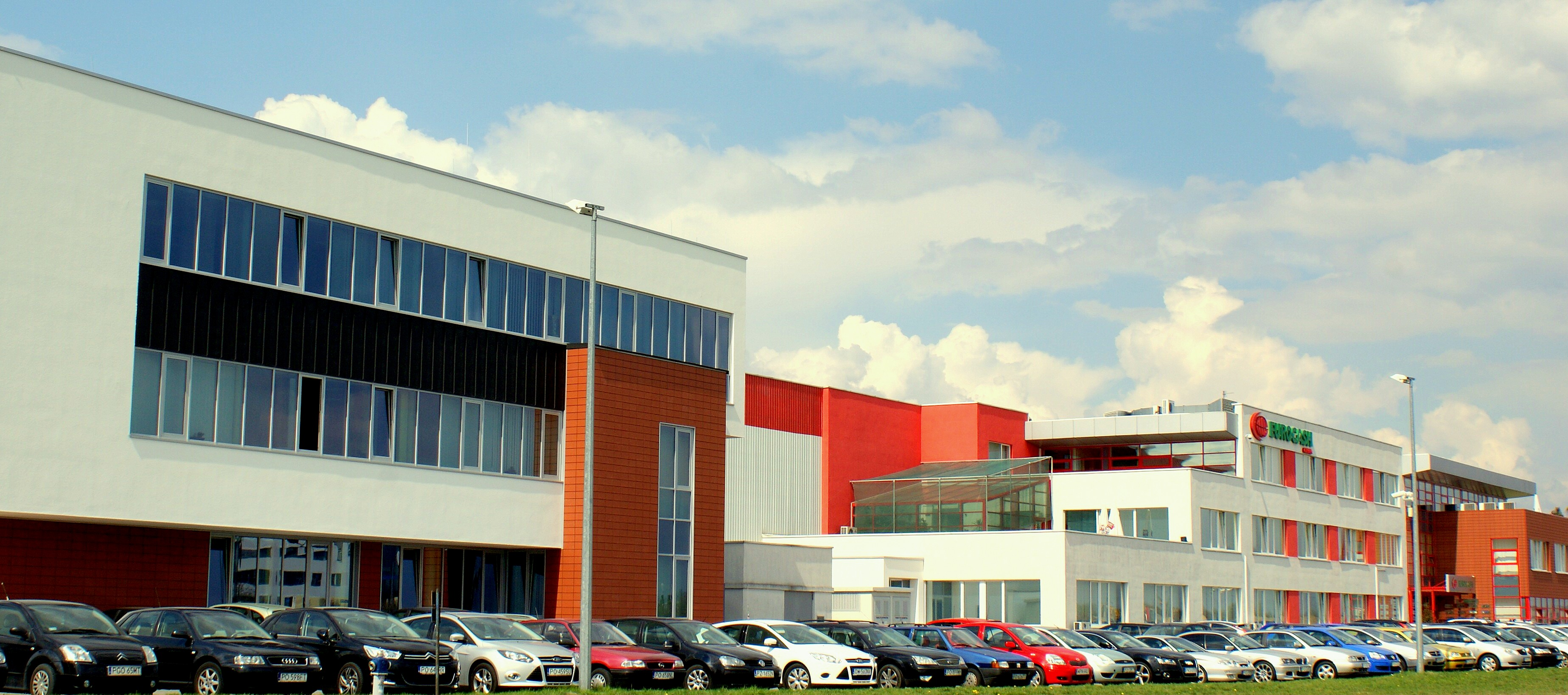
Centrala Eurocash w Komornikach

Eurocash S.A. jest podmiotem dominującym Grupy Eurocash. W ramach grupy, poza jednostką dominującą, działają spółki prowadzące sieci franczyzowe (sieć sklepów abc, Delikatesy Centrum, Polska Sieć Handlowa Lewiatan, Euro Sklep, ogólnopolska sieć samoobsługowych sklepów spożywczych Groszek, Drogerie Koliber) oraz inne spółki grupy (Partnerski Serwis Detaliczny S.A., sieć hurtowni DEF, hurtownia chemii gospodarczej i kosmetyków Ambra).
Podział grupy Eurocash na segmenty i formaty dystrybucji:
- Hurt
  - Eurocash Dystrybucja
    - sieć sklepów abc, Groszek, Euro Sklep, sieć handlowa Lewiatan

  - Eurocash Cash&Carry
  - Eurocash Serwis
  - Eurocash Gastronomia
- Detal
  - Delikatesy Centrum - sieć sklepów własnych oraz franczyzowych organizowanych przez Eurocash Franczyza
  - Arhelan
  - Lewiatan Partner - sklepy własne, prowadzone przez spółkę Partner Sp. z o.o.
  - Inmedio - sieć kiosków z prasą

W ramach grupy w 2023 roku działało 177 hurtowni Cash&Carry oraz 15 634 sklepy, w tym m.in.:
- w sieci abc: 7 367
- w sieciach franczyzowych i partnerskich: 5 797
- w sieci Delikatesy Centrum: 1 464

### Eurocash Dystrybucja
Eurocash Dystrybucja to dystrybutor towarów szybkozbywalnych (ang. FMCG) do stacji benzynowych oraz punktów sprzedaży typu convenience. W ofercie znajduje się ponad 1500 marek – od produktów ekonomicznych do produktów premium, w tym ponad 500 produktów marki własnej.
Dostarcza narzędzia wspierające zarządzanie sklepami spożywczymi. Klienci mogą korzystać z platformy zamówień, która dostępna jest również w wersji mobilnej.
Eurocash Dystrybucja współpracuje z sieciami stacji paliw (m.in. Lotos, Statoil, Łukoil oraz stacje niezależne) oraz innymi klientami m.in. HDS, Lyreco, Super-Pharm, Cinema City, Wars.

### Eurocash Cash&Carry
Eurocash Cash&Carry to 177 hurtowni dyskontowych typu cash&carry prowadząca sprzedaż artykułów szybko zbywalnych (ang. FMCG) na terenie całej Polski. Punkty dystrybucyjne Eurocash znajdują się we wszystkich województwach; spółka jest liderem rynku dystrybucji w Polsce, jak również (począwszy od 2012) drugim co do wielkości dystrybutorem artykułów spożywczych w Polsce. Sieć zatrudnia ponad 2200 pracowników. W 2009 roku Grupa Eurocash przejęła spółkę Batna i wcieliła ją do Eurocash Cash&Carry.
Głównym obszarem działalności Eurocash Cash&Carry jest obsługa małych i średnich sklepów spożywczo-chemicznych oraz punktów prowadzących usługi gastronomiczne. Asortyment tworzą produkty najpopularniejsze w każdej kategorii FMCG, uzupełnione o produkty regionalne oraz wyroby marki własnej (łącznie blisko 5000 produktów).

#### Sklepy „abc”
Hurtownie Eurocash Cash&Carry są również franczyzodawcą (franczyza) sieci sklepów abc, największej pod względem liczby posiadanych placówek sieci franczyzowej w Polsce. Na koniec 2023 sieć liczyła 7367 sklepów zlokalizowanych na terenie całego kraju, głównie w małych i średnich miejscowościach oraz na terenach wiejskich.

### Eurocash Serwis
Eurocash Serwis (dawniej KDWT) to ogólnopolski dystrybutor wyrobów tytoniowych i produktów impulsowych. Posiada ponad 160 placówek zlokalizowanych na terenie całej Polsce. Zatrudnia ponad 900 pracowników. Eurocash posiada 75% udziałów w spółce Eurocash Serwis.
W 1999 w wyniku konsolidacji trzech regionalnych dystrybutorów powstała spółka KDWT, a w 2005 grupa Eurocash przejęła spółkę KDWT. Pod koniec 2014 roku firma zmieniła formę prawną na spółkę z ograniczoną odpowiedzialnością, a w lutym 2015 roku zmieniła nazwę na Eurocash Serwis. Obecna pełna nazwa firmy to Eurocash Serwis Sp. z o.o.
Firma współpracuje z producentami i importerami produktów z branży FMCG. Obecnie w sprzedaży jest ponad 1400 indeksów towarowych. Eurocash Serwis współpracuje z ponad 24 tysiącami sklepów i przedsiębiorstw zlokalizowanych na terenie całego kraju.
W asortymencie Eurocash Serwis znajdują się między innymi papierosy, tytonie, gilzy, słodycze, parafarmaceutyki, chemia kosmetyczna, karma dla zwierząt. Klienci mogą kupować produkty za pośrednictwem przedstawiciela handlowego, pracowników działu telemarketingu lub bezpośrednio, poprzez samodzielnie zakupy w filiach zlokalizowanych w hurtowniach Eurocash Cash&Carry.

### Eurocash Gastronomia
Eurocash Gastronomia to dystrybutor towarów szybkozbywalnych (ang. FMCG) do rynku HoReCa. Eurocash Gastronomia specjalizuje się w obsłudze sieci restauracyjnych segmentów: Casual Dining oraz szybkiej obsługi, stołówek pracowniczych i hoteli.
Współpraca Eurocash Gastronomia z jej odbiorcami oparta jest na integracji systemowej oraz organizacyjnej. Poszczególni klienci posiadają własne listy asortymentowe. Klienci mogą składać zamówienia za pośrednictwem platformy wymiany danych oraz strony internetowej. Zamówienia są przesyłane z aplikacji klienta, do programu zamówień Eurocash Gastronomia. Wszystkie produkty zamówione przez klienta realizowane są w ramach jednej dostawy.
Eurocash Gastronomia współpracuje z firmami:
- Amrest (operator marek Pizza Hut, KFC, Burger King, Fresh Point, Starbucks i in.) – współpraca od 2003 r.
- Eurest (operator stołówek pracowniczych) – współpraca od 2006 r.
- Dominium (sieć pizzerii) – współpraca od 2011 r.
- Sfinks Polska S.A – współpraca od 2013 r.[25]

- Błonie k/Warszawy – zasięg ogólnokrajowy; magazyn główny produktów suchych o powierzchni 13 000 m² oraz magazyn z kontrolą temperatury o powierzchni 3000 m²
- Czeladź (Śląsk) – zasięg regionalny; magazyn główny produktów suchych o powierzchni 6900 m² oraz magazyn z kontrolą temperatury o powierzchni 3200 m²

### Eurocash Franczyza
Eurocash Franczyza to spółka, która zarządza siecią franczyzową Delikatesy Centrum. Eurocash Franczyza zapewnia swoim franczyzobiorcom dostawę asortymentu oraz wsparcie marketingowe i promocyjne.
Delikatesy Centrum to sieć blisko 1400 sklepów zlokalizowanych głównie na terenie południowo-wschodniej i centralnej Polski. Docelowo Eurocash Franczyza planuje być obecnym na terenie całego kraju.
W ramach współpracy z siecią Delikatesy Centrum, Eurocash Franczyza realizuje dostawy części asortymentu oraz wsparcie marketingowe. Dodatkowo, właściciele sklepów, kierownicy oraz pracownicy placówek otrzymują merytoryczne oraz biznesowe wsparcie.

## Wyniki finansowe[potrzebnyprzypis]
| Rok  | Przychód (mld zł) | Dochód (mln zł) | CIT (mln zł) |
| ---- | ----------------- | --------------- | ------------ |
| 2023 | 32,5              | 144,7           | n/d          |
| 2022 | 30,9              | 89,2            | n/d          |
| 2021 | 26,3              | -99,3           | n/d          |
| 2020 |                   |                 |              |
| 2019 |                   |                 |              |
| 2018 |                   |                 |              |
| 2017 | 14,8              | -71             | 0            |
| 2016 | 14,2              | -10             | 0            |
| 2015 | 13,8              | 69              | 13           |
| 2014 | 13,2              | 65              | 9,4          |
| 2013 | 7,5               | 77              | 12           |
| 2012 | 6,4               | -30             | 0            |